# Arctomollisia
Arctomollisia is een geslacht van schimmels uit de familie Dermateaceae. De typesoort is Arctomollisia oxyparaphysata.

## Soorten
Volgens Index Fungorum telt het geslacht twee soorten (peildatum december 2022):
| Soortnaam                    | Auteur(s)     | Publicatiejaar |
| ---------------------------- | ------------- | -------------- |
| Arctomollisia kolymensis     | Raitv.        | 2008           |
| Arctomollisia oxyparaphysata | (Rehm) Raitv. | 2008           |